# Bomben auf Monte Carlo (1931)
Bomben auf Monte Carlo ist eine moderne Filmoperette der Universum Film aus dem Jahr 1931, die am 31. August 1931 im Berliner Ufa-Palast am Zoo uraufgeführt wurde. Die Musik ist von Werner Richard Heymann.

## Handlung
Kapitän Craddock befehligt den im Mittelmeer liegenden Kreuzer Persimon, der unter der Flagge des Königreiches Pontenero fährt. Er hat wie seine Mannschaft schon lange keinen Sold mehr erhalten, da das Königreich bankrott ist. Deshalb weigert er sich, Königin Yola I. zu einer Mittelmeerkreuzfahrt an Bord zu nehmen.
Stattdessen fährt er nach Monte Carlo, um den dortigen Konsul von Pontenero zur Rede zu stellen. Dort befindet sich aber inkognito auch bereits Yola, die in Ermangelung von Geld ihre Perlenkette opfert, für die Craddock schließlich einen Betrag von 100.000 Franc erhält.
In der Verkleidung einer Halbweltdame überredet Yola den Kapitän, sein Glück im Spielkasino zu versuchen, wo Craddock nach anfänglichen Gewinnen das gesamte Geld verliert. Er macht den Leiter des Kasinos verantwortlich und droht mit Beschießung durch sein Schiff, wenn er das Geld nicht zurückbekommt.
Yola folgt unerkannt dem wütenden Kapitän auf seinen Kreuzer, der tatsächlich am nächsten Tag die Schiffsartillerie fertig machen lässt. In der Stadt bricht eine Panik aus, und die Menschen fliehen. Da gibt sich Yola an Deck als Königin zu erkennen und untersagt den Beschuss. Sie will Craddock zu ihrem Marineminister machen, und da er widerspenstig ist, lässt sie ihn kurzerhand durch den ersten Offizier verhaften. Craddock aber springt über Bord, um ein vorbeifahrendes Passagierschiff zu erreichen. Yola lässt nicht locker und gibt Befehl, mit dem Kreuzer zu folgen. Der Ausgang bleibt offen, der Film endet mit Seemannsgesängen.

## Hintergrund
Der Film entstand nach Motiven von Jenö Heltai und dem gleichnamigen Roman von Fritz Reck-Malleczewen. Die Bauten stammen von Erich Kettelhut. Tonmeister Walter Tjaden erkrankte während der Dreharbeiten und musste durch Hermann Fritzsching ersetzt werden.
Unter den Titeln Monte Carlo Madness und Le capitaine Craddock wurde der Film auch in einer englischen und französischen Sprachversion produziert.
Eine Neuverfilmung des Stoffes unter der Regie von Georg Jacoby mit Eddie Constantine in der Hauptrolle kam 1960 ebenfalls unter dem Titel Bomben auf Monte Carlo in die Kinos. Der spätere Verleihtitel lautete Eddie läßt die Bombe platzen.
Der Film ist nicht zu verwechseln mit dem 1930 gedrehten US-amerikanischen Film Monte Carlo von Ernst Lubitsch.

## Lieder
- Wenn der Wind weht über das Meer – Musik: Werner Richard Heymann / Text: Robert Gilbert – Gesang: Comedian Harmonists
- Das ist die Liebe der Matrosen – Musik: Werner Richard Heymann / Text: Robert Gilbert – Gesang: Chor
- Eine Nacht in Monte Carlo – Musik: Werner Richard Heymann / Text: Robert Gilbert – Gesang: Charles Kullmann
- Pontenero – Musik: Werner Richard Heymann / Text: Robert Gilbert – Gesang: Anna Sten

## Kritik
„Muntere Komödie, die vor allem durch das Gespann Albers/Rühmann, aber auch die von den Comedian Harmonists vorgetragenen Schlager immer noch Schwung bezieht; künstlerisch nicht herausragend, aber dank der fantastischen Studiokulissen und der süffisant-ironischen Erzählhaltung reizvoll und unterhaltsam.“

„Hans Albers als Craddock schlägt durch. Albers wirkt durch sich selbst, ihn kann ein Regisseur noch nicht verderben. Vorläufig. Aber diese verschwommenen, glibbrigen, gleitenden, schaukelnden Manuskripte müssen auch ihn einmal abstürzen lassen. Albers, der Menschen dieser Zeit geben müßte: Offiziere, die in andere Berufe verschlagen sind, Proletarier in der Masse, Kleinbürger, die sich nicht zurechtfinden, Gescheiterte und Emporsteigende, Menschen unserer Tage, unseres Schicksals, Entwurzelte und Arrivierte, Arbeiter und Snobs.“

„Der Erfolg heißt Hans Albers, der wieder einen Kerl hinstellt – so prachtvoll gemixt aus Blut, Herz, Sex-Appeal, Muskeln und Kodderschnauze – daß man mit ihm mitgehen muß, ob man will oder nicht. Als Pendant zu ihm, glänzend gewählt: Heinz Rühmann, von beweglicher, schusseliger, treuherziger Komik, besser denn je.“

## Auszeichnungen
Bei einer 1932 unter den deutschen Filmtheatern durchgeführten Abstimmung über die geschäftlich erfolgreichsten Tonfilme der Spielzeit 1931/1932 kam der Film auf den zweiten Platz hinter Der Kongreß tanzt. Er wurde mit dem Prädikat „Künstlerisch“ ausgezeichnet.